# アカード駅
アカード駅（Akard Station）は、ダラス・エリア・ラピッド・トランジット（DART）のライトレール駅で、テキサス州ダラスのダウンタウン地区のシティ・センター・ディストリクトのパシフィック・アベニューとアカード・ストリートおよびフィールド・ストリートが交わる場所に位置している。
1996年6月14日に駅は開業し、レッド・ラインおよびブルー・ラインが停車する。エルム・パレス、ワン・マイン・パレス、ルネッサンス・タワー、サンクスギヴィニング・スクウェアおよびサンクスギヴィニング・タワーの最寄り駅である。
アカード駅は2008年5月29日に新しい100両のライトレール車両が通れるように屋根を高くするために1ヶ月以上休業となった。その後、7月7日に再開された。